# Werkbundkiste

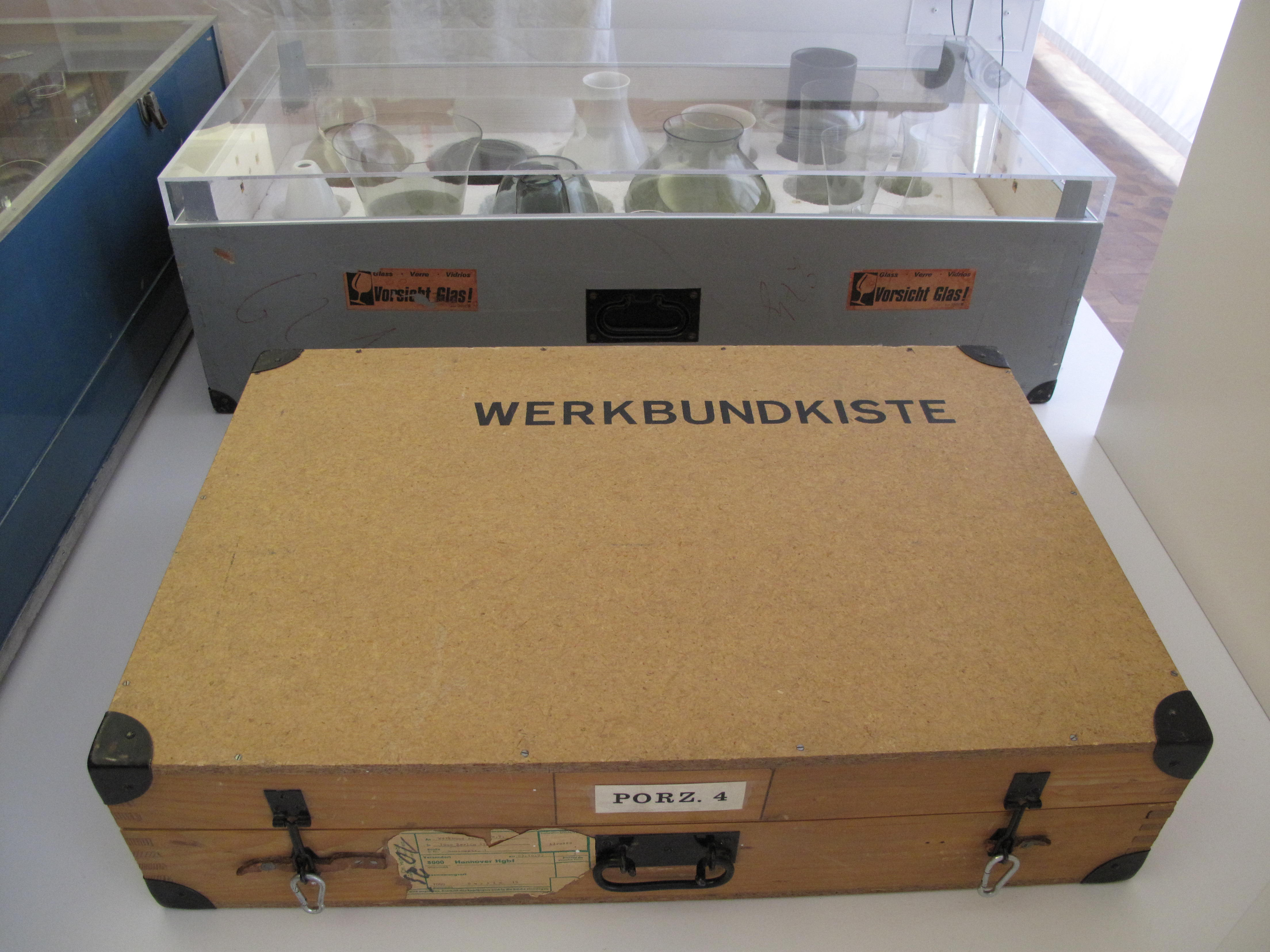
Werkbundkiste im Museum der Dinge, Berlin (2009)

Die Werkbundkiste war Teil einer gesamtdeutschen Bildungsinitiative des Werkbundes der 1950er Jahre.

## Geschichte
In der vom Wiederaufbau Deutschlands nach dem Zweiten Weltkrieg geprägten Umbruchphase des Wirtschaftswunders diente sie dazu, an weiterführenden Schulen einen Unterricht der guten Form durch Anschauungsmaterial zu unterstützen. Die unterschiedlichen Werkbundkisten enthielten massenproduzierte Haushaltswaren, und zwar funktionale, teilweise auf den ersten Blick triviale Objekte, wie Geschirr oder Küchengeräte. So wurden beispielsweise Formen und Proportionen von Kannen untersucht, Zeichnungen angefertigt oder Schnitte erstellt. Durch diese Annäherung an die (freilich normativ verstandene) gute Gestaltung sollten zukünftige Konsumenten zu einem bewussten, heute würde man sagen: nachhaltigen Konsumverhalten erzogen werden. Die Kisten selbst waren sorgsam gestaltete Holzkisten, darin waren Produkte von deutschen Herstellern in einem tiefgezogenen Blister oder in Formschaum eingepackt. Etwa 80 Kisten wurden angefertigt und verteilt. Bis heute erhaltene Werkbundkisten können beispielsweise im Werkbundarchiv in Berlin oder im Architekturmuseum der TU München besichtigt werden.

## Hintergrund
Die Werkbundkiste steht sinnbildlich für viele Hoffnungen, die mit dem deutschen Industriedesign verkörpert wurden. Die Hoffnung der Mitglieder des 1907 gegründeten Werkbundes lag darin, dass gut gestaltete Dinge auch zur Erziehung guter Menschen beitragen könnten. Dies war auch begründet durch die eigenen Verstrickungen der Werkbund-Mitglieder mit der NS-Diktatur. Hier standen die anfänglich demokratischen und kritischen Potenziale des deutschen Designs der Vorkriegsmoderne auf dem Spiel. Die Gute Form wurde indes zum Sammelbegriff für im Gegenzug neu zu bestimmende Leitideen der Demokratie, Bescheidenheit, Funktionalismus, Transparenz und Offenheit.

## Kritik
Die industrielle Massenproduktion erwies sich jedoch rückblickend nicht als das Vehikel, über das diese Ideale transportiert werden konnten. In den 1960er und 1970er Jahren konstatierten daher die Philosophen Theodor W. Adorno oder Albrecht Wellmer in Vorträgen vor den Mitgliedern des Werkbundes das Scheitern des Projektes Werkbund und des Funktionalismus. So macht  die Werkbundkiste die von Adorno im Jahr 1965 angedeutete fehlende Individualität der Gestaltungsentscheidungen sichtbar, weil die Schüler nicht selbst Dinge gestalteten, sondern das vorliegende Design analysierten. Wellmers Argument der fehlenden Sichtbarkeit von Zweckzusammenhängen im spätmodernen Funktionalismus lässt sich an der Werkbundkiste insofern nachvollziehen, als dass die Produkte in der Kiste unabhängig von ihrer Nutzung, ihres Designprozesses ihrer Herstellung oder ihrer umweltlichen Auswirkungen präsentiert wurden.